# Venacalva
Venacalva är ett släkte av tvåvingar. Venacalva ingår i familjen bredmunsflugor.
Kladogram enligt Catalogue of Life:
| Venacalva | \| \| Venacalva dichas \| \| \| \| \| \| Venacalva margarita \| \| \| \| \| \| Venacalva virga \| \| \| \| |
|           | \| \| Venacalva dichas \| \| \| \| \| \| Venacalva margarita \| \| \| \| \| \| Venacalva virga \| \| \| \| |
|           | Venacalva dichas                                                                                           |
|           | |
|           | Venacalva margarita                                                                                        |
|           | |
|           | Venacalva virga                                                                                            |
|           | |